# Dalton (Minnesota)
Dalton – miasto w Stanach Zjednoczonych, w stanie Minnesota, w hrabstwie Otter Tail.